# Lophiobagrus cyclurus
Lophiobagrus cyclurus är en fiskart som först beskrevs av Richard Dane Worthington och Ricardo, 1937.  Lophiobagrus cyclurus ingår i släktet Lophiobagrus och familjen Claroteidae. IUCN kategoriserar arten globalt som livskraftig. Inga underarter finns listade i Catalogue of Life.